# 温帯夏雨気候
|   |        |     |     |     |     |    |     |     |     |     |     |     |     |     |     |     |     |     |
|   |        | fa  | fb  | fc  | fd  | m  | wa  | wb  | wc  | wd  | sa  | sb  | sc  | sd  |     |     |     |     |
| E | 寒帯   |     |     |     |     |    |     |     |     |     |     |     |     |     | ET  | ET  | EF  | EF  |
| D | 亜寒帯 | Dfa | Dfb | Dfc | Dfd |    | Dwa | Dwb | Dwc | Dwd | Dsa | Dsb | Dsc | Dsd |     |     |     |     |
| C | 温帯   | Cfa | Cfb | Cfc |     |    | Cwa | Cwb | Cwc |     | Csa | Csb | Csc |     |     |     |     |     |
| B | 乾燥帯 |     |     |     |     |    |     |     |     |     |     |     |     |     | BSh | BSk | BWh | BWk |
| A | 熱帯   | Af  | Af  |     |     | Am | Aw  | Aw  |     |     | As  | As  |     |     |     |     |     |     |

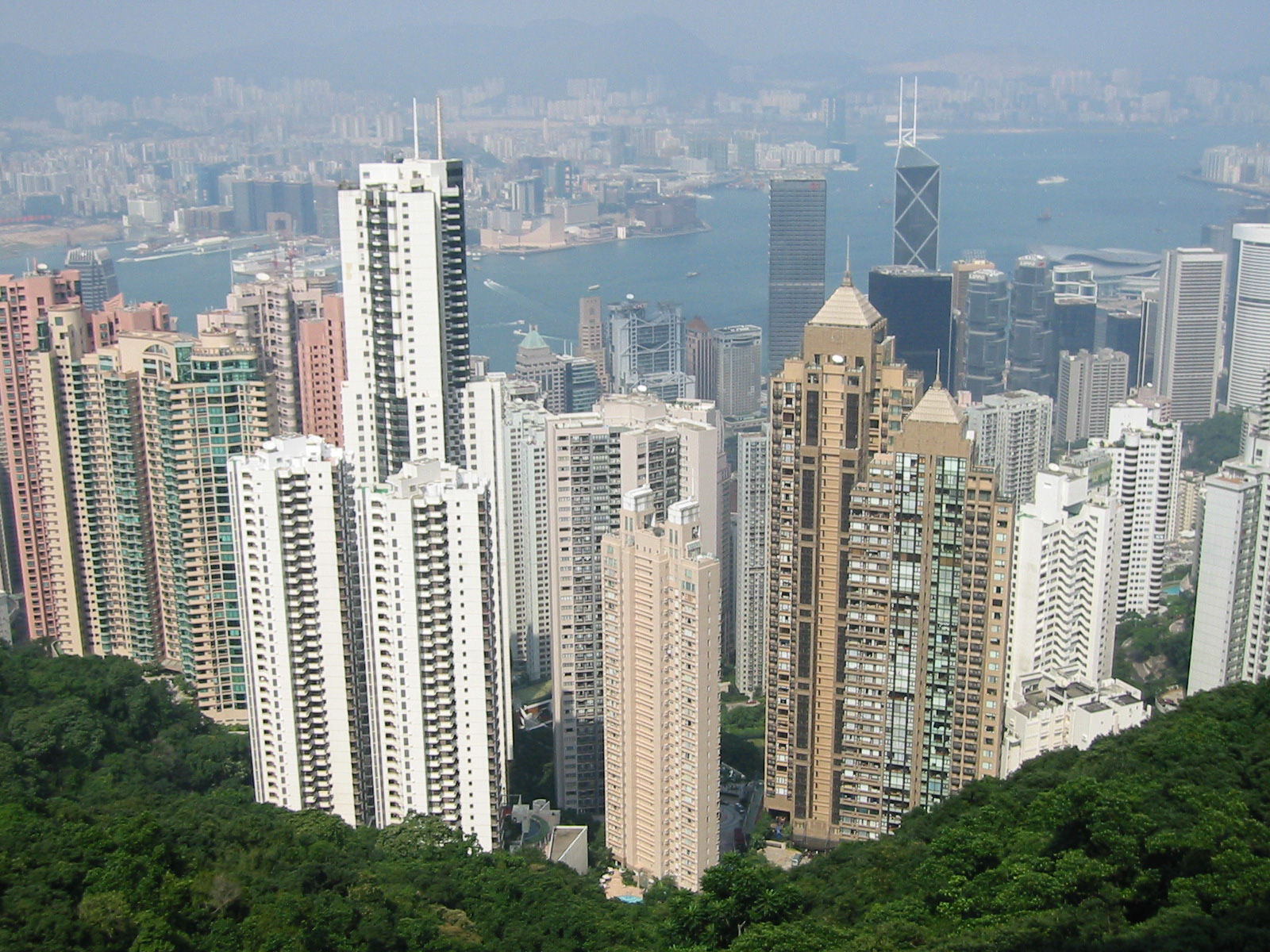
香港

温帯夏雨気候（おんたいかうきこう）、または温帯冬季少雨気候（おんたいとうきしょううきこう）とは、ケッペンの気候区分のひとつで、温帯に属する。記号はCwa、Cwb、CwcでCは温帯、wは冬季小雨（wintertrocken）を示す。温暖冬季少雨気候（おんだんとうきしょううきこう）、亜熱帯モンスーン気候（あねったいモンスーンきこう）ともいう。アリソフの気候区分では気候帯4-4.亜熱帯東岸気候に相当する。

## 特徴
夏季は降水量が多いが、冬季は降水量が大幅に少なくなり、小雨となる。また、標高が高い地域は、夏季の気温が低く、Cwb、Cwcに属する。

## 条件

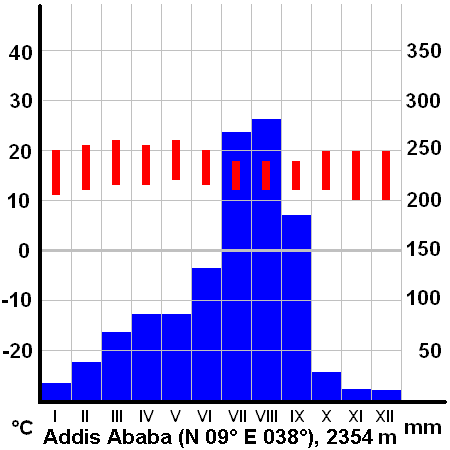
アディスアベバの雨温図（アディスアベバは高山気候にも属する）

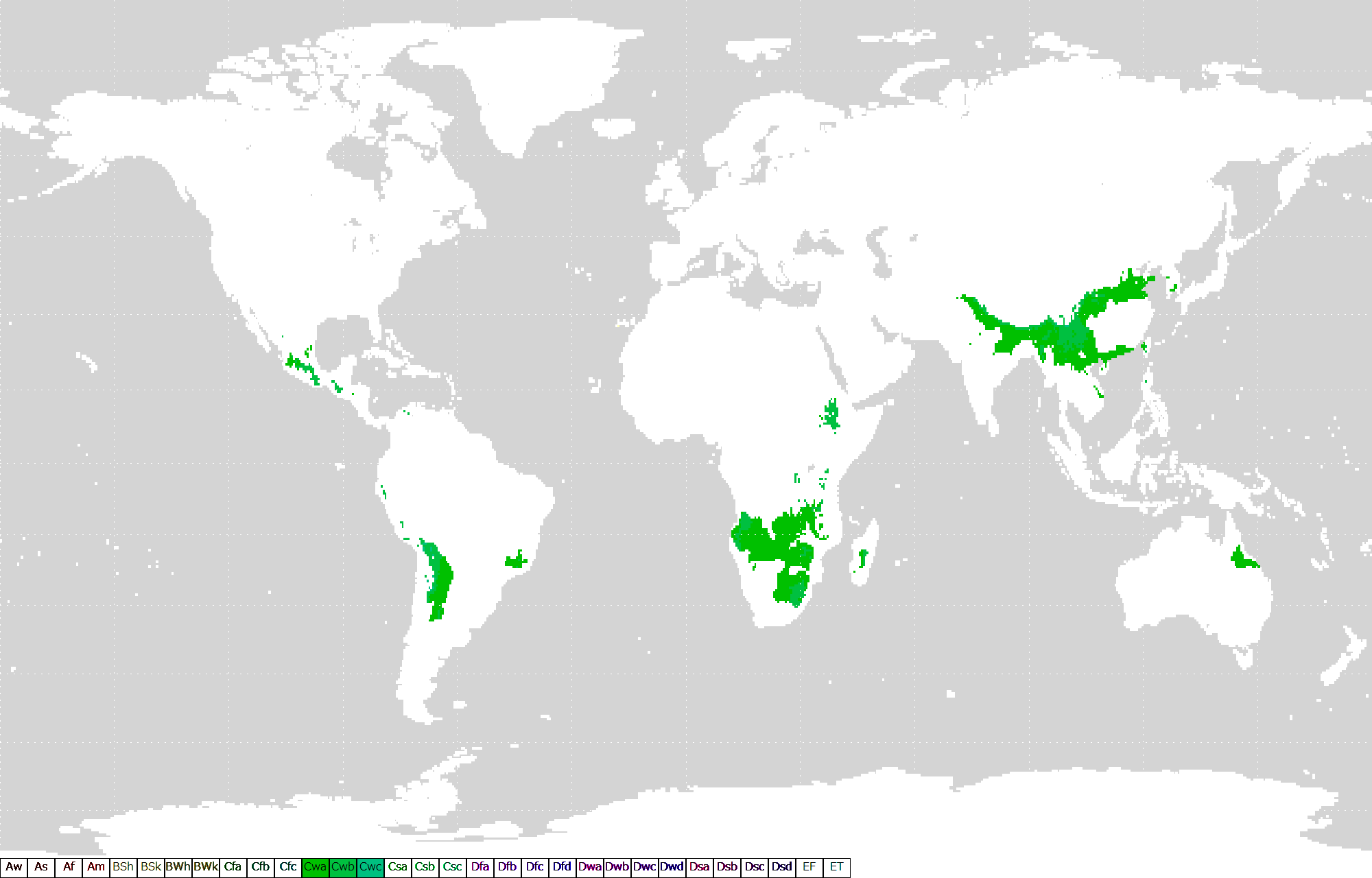
温帯夏雨気候の世界的な分布

- 最寒月の日平均気温が-3℃以上18℃未満。
- 最暖月の日平均気温が10℃以上。
- 年間平均降水量が乾燥限界以上。
- 最多雨月が夏季にあり、10×最少雨月平均降水量＜最多雨月平均降水量。

さらに、最暖月の日平均気温により、次の3つに分類される。
- Cwa - 最暖月の日平均気温が22℃以上。
- Cwb - 最暖月の日平均気温が10℃以上22℃未満かつ日平均気温が10℃以上の月が4か月以上。
- Cwc - 最暖月の日平均気温が10℃以上22℃未満かつ日平均気温が10℃以上の月が3か月以下。

Cwcはアンデス山脈など、限られた地域にのみ存在する。

## 分布

### 分布地域
- 東アジア（華南の南部、華中の内陸部、韓国の一部、台湾中部）
- インド北部
- ブラジル南西部
- オーストラリア北東岸
- アフリカ中南部

## 日本での分布地域
温帯夏雨気候に属する観測所が存在するのは、以下の市町村である。
- 群馬県
  - 神流町（神流）

## この気候に属するおもな都市

### 熱帯モンスーン気候・サバナ気候との境界部
- 香港[2][3]
- ハノイ（ベトナム）
- グワーハーティー（インド）[3]
- アラハバード（インド）
- プレトリア（南アフリカ、ステップ気候（BSh）との境界部でもある。）[3]
- コルドバ（アルゼンチン）
- 台中（中華民国）

### サバナ気候地帯の緯度に相当する高原
- 昆明（中国、標高1892m）[3]
- ダラット（ベトナム、標高1400m）
- バギオ（フィリピン、標高1400m）
- アディスアベバ（エチオピア、標高2400m）
- ナイロビ（ケニア、標高1795m）
- アンタナナリボ（マダガスカル、標高1276m）
- ハラーレ（ジンバブエ、標高1600m）
- マセル（レソト、標高1600m）
- メキシコシティ（メキシコ、標高2240m）
- クスコ（ペルー、標高3399m）[3]
- ポトシ（ボリビア、標高4067m、ツンドラ気候（ET）との境界部でもある。）

### 亜寒帯冬季少雨気候との境界部
- ソウル（韓国）
- 青島（中国）[2][3]
- ラサ（中国、ステップ気候（BSk）との境界部でもある。）

## 土壌と植生の特徴
- 赤色土、黄色土が分布している。
- 亜寒帯冬季少雨気候への移行部では、褐色森林土が分布している。
- 熱帯から温帯への移行部では、シイ類、カシ類、クス類、ツバキ、サザンカなどの照葉樹林（雨緑林）が分布している。

## 農業の特徴
- アジア（華南・広東やベトナム・ミャンマー北部）では、米の二期作が行われている。
- 農業の生産性が高く、米、綿花、茶、とうもろこし、小麦などの栽培が盛んである。
- 南アメリカやアフリカでは、花の生産や冬の乾燥に強い芋・豆類の生産も盛んである。